# Les Garçons et Guillaume, à table !
Ne pas confondre avec la pièce homonyme.
Pour plus de détails, voir Fiche technique et Distribution.
Les Garçons et Guillaume, à table ! est une comédie franco-belge écrite et réalisée par Guillaume Gallienne, sortie en 2013. Il s'agit de l'adaptation de la pièce homonyme et de la première réalisation de l'acteur Guillaume Gallienne, sociétaire de la Comédie-Française.
C'est un film autobiographique de Guillaume Gallienne sur son rapport à sa mère, le quiproquo sur son genre et son amour des femmes en général. Il incorpore des scènes de la pièce homonyme, à l'origine du film.

## Synopsis
Dès son plus jeune âge, Guillaume est persuadé d'être une fille, sous l'influence de certains propos de sa mère tels que : « Les garçons et Guillaume, à table ! » Sa famille, les personnes qu'il rencontre, sont convaincues qu'il est homosexuel.

## Fiche technique

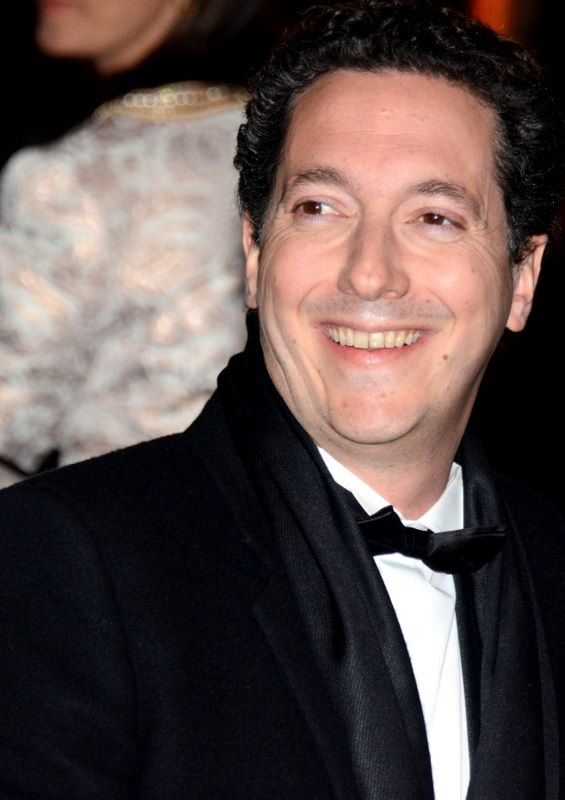
Guillaume Gallienne lors de la des César.

- Titre original : Les Garçons et Guillaume, à table !
- Réalisation et scénario : Guillaume Gallienne, d'après son one-man-show
- Musique : Marie-Jeanne Serero
- Décors : Sylvie Olivé
- Costumes : Olivier Bériot
- Montage : Valérie Deseine
- Son : Marc-Antoine Beldent, Olivier Do Huu
- Photographie : Glynn Speeckaert
- Production : Cyril Colbeau-Justin, Jean-Baptiste Dupont, Alice Girard et Édouard Weil
- Sociétés de production : LGM Productions et Rectangle Productions ; Don't Be Shy Productions, France 3 Cinéma, Gaumont, uFilm et Nexus Factory (coproductions) ; Cinémage 7 (en association avec)
- Sociétés de distribution : Gaumont (France) ; Les Films Séville (Québec)
- Pays d'origine :  France /  Belgique
- Langue originale : français
- Budget : 7,86 millions d'euros[1] (budget prévisionnel CNC)
- Format : couleur - 2,39:1
- Durée : 83 minutes
- Genre : comédie
- Dates de sortie :
  - France : 20 mai 2013 (Festival de Cannes) ; 20 novembre 2013 (sortie nationale)
  - Belgique : 20 octobre 2013 (Festival du film francophone de Namur) ; 20 novembre 2013 (sortie nationale)
  - Québec : 7 février 2014

## Distribution
- Guillaume Gallienne : lui-même / la mère de Guillaume
- André Marcon : le père de Guillaume
- Françoise Fabian : la grand-mère de Guillaume « Babou »
- Nanou Garcia : Paqui
- Renaud Cestre : le frère de Guillaume aux cheveux bouclés
- Pierre Derenne : le frère de Guillaume aux cheveux raides
- Carole Brenner : la tante de Guillaume, polyglotte
- Brigitte Catillon : la tante de Guillaume d'Amérique
- Karina Marimon : Pilar
- Götz Otto : Raymund
- Diane Kruger : Ingeborg
- Nicolas Wanczycki : un psychiatre civil
- Hervé Pierre : le psychiatre militaire
- Yvon Back : le professeur d'équitation
- Reda Kateb : Karim
- Françoise Lépine : réplique Maman et Maman théâtre
- Oscar Copp : Nicolas
- François-David Cardonnel : réplique à la piscine
- Clémence Thioly : Amandine
- Yves Jacques : un psychologue
- Paula Brunet-Sancho : Maria
- Charlie Anson : Jeremy
- Lori la Armenia : danseuse flamenco
- Hassan Koubba : Nordine
- Benjamin Gauthier : réplique Guillaume
- Xavier Lemaître : Marc

## Tournage
Le château de Grosbois (Val-de-Marne) et la Cité internationale universitaire de Paris ont servi de lieux de tournage.

## Musique
Sauf indication contraire, les informations mentionnées dans cette section peuvent être confirmées par le générique de fin de l'œuvre audiovisuelle présentée ici, ainsi que par la base de données cinématographiques IMDb,  présente dans la section « Liens externes ».
- Triunfo par Orishas (1999)
- Vous les femmes (Pauvres Diables) par Julio Iglesias (1979)
- El Adios (Cuando un Amigo Se Va) par Chuli (1975)
- Porque el rocio no se acaba par Chuli (2013)
- Quiero ser libre par Chuli (1973)
- We Are the Champions de Queen (1977)
- Sea underworld par Jean-Marie Philibert et Yohann Bourdin
- Don't Leave Me Now par Supertramp (1982)
- Ianuarii Ira B. du Requiem de Dies iræ de Giuseppe Verdi
- Slice and dice par John Roderick Graham (en)
- Killer traps par Stephen Rees
- In the ducts par Larry Groupé (en)
- Overture... Naht euch dem Strande de Tannhäuser de Richard Wagner (1845)
- Knocked up par Kings of Leon (2007)

### Bande originale
Musiques non mentionnées dans le générique
- Ouverture (3:15)
- Babou (0:43)
- Sissi (1:55)
- Angleterre (1:38)
- Thème des femmes (Piscine) (1:45)
- Service militaire (0:47)
- Hold It (0:54)
- Pirouette Cacahuète (0:19)
- J'ai envie de lui dire (3:31)

## Accueil

### Critique
Sur l'agrégateur américain Rotten Tomatoes, le film récolte 83 % d'opinions favorables pour 12 critiques.
En France, le site Allociné propose une note moyenne de 3,9⁄5 à partir de l'interprétation de critiques provenant de 23 titres de presse.
Pour son premier film, Guillaume Gallienne est sélectionné dans le cadre de la Quinzaine des réalisateurs. Le film a provoqué l'hilarité et l'émotion des spectateurs et a d'ailleurs reçu la première ovation debout du festival.
Les critiques du film sont majoritairement positives. Allociné juge le film « drôlissime et émouvant » tandis que Télérama le qualifie de « désopilante comédie » et Le Figaro de « film qui piaffe, qui a un rythme pétaradant ».
Le film triomphe à la 39e cérémonie des César avec cinq César et deux exploits : le film devient (21 ans après Les Nuits fauves) le second cumul entre le César du meilleur film et celui du meilleur premier film, et d'autre part Gallienne reçoit quatre César personnels, devenant la personne la plus récompensée en une seule soirée.

### Box-office
- France : 2 818 013 entrées[11]
- Belgique : 65 000 entrées[12]
- Suisse : 51 437 entrées[13]
- Espagne : 50 000 entrées[14]
- Québec : 7 200 entrées[15]
- Monde : 3 207 724 entrées (11 pays)[15]

## Distinctions

### Récompenses
- Festival de Cannes 2013 : Art Cinema Award et Prix SACD (sélection « Quinzaine des réalisateurs »)
- Festival du cinéma américain de Deauville 2013 : Prix Michel-d'Ornano[16]
- Festival du film francophone d'Angoulême 2013 : Valois d'or et prix du public
- Festival du film de Sarlat 2013 : prix des lycéens
- Festival international du film francophone de Namur 2013 : Prix découverte[17]
- Festival du film francophone de Tübingen-Stuttgart 2013 : prix TV5 Monde[18]
- Prix du Syndicat français de la critique de cinéma : Meilleur premier film
- Prix Lumières 2014 : meilleur premier film et meilleur acteur pour Guillaume Gallienne
- Étoiles d'or du cinéma français 2014 : meilleur premier film et meilleur premier rôle masculin pour Guillaume Gallienne[19]
- César 2014 :
  - Meilleur film
  - Meilleur premier film
  - Meilleur acteur pour Guillaume Gallienne
  - Meilleure adaptation pour Guillaume Gallienne
  - Meilleur montage pour Valérie Deseine
- Trophées francophones du cinéma 2014 : Trophée francophone de l'interprétation masculine pour Guillaume Gallienne

### Nominations
- César 2014 :
  - César du meilleur réalisateur pour Guillaume Gallienne
  - César de la meilleure actrice dans un second rôle pour Françoise Fabian
  - César des meilleurs décors pour Sylvie Olivé
  - César des meilleurs costumes pour Olivier Bériot
  - César du meilleur son pour Marc-Antoine Beldent, Loïc Prian, Olivier Dô Huu